# 德氏樸麗魚
德氏樸麗魚，為輻鰭魚綱鱸形目隆頭魚亞目慈鯛科的其中一種，分布於非洲維多利亞湖流域，棲息深度可達15公尺，體長可達15.4公分，棲息在沿岸沙石底質的水域，屬肉食性，以昆蟲幼蟲、水螅、橈腳類等為食，生活習性不明。

## 擴展閱讀
維基物種上的相關：德氏樸麗魚